# Oleksander Lelečenko
Oleksander Grigorovič Lelečenko, sovjetski inženir, * 26. julij 1938, Novoorihivka, Lubni, Sovjetska zveza, † 7. maj 1986, Kijev, Sovjetska zveza.
Kot inženir je delal v jedrski elektrarni Černobil in bil namestnik vodje oddelka za elektriko v elektrarni.

## Biografija

### Zgodnje življenje
Oleksander Lelečenko se je rodil 26. julija 1938 v vasi Novoorihivka, v takratni Sovjetski zvezi. Imel je težko otroštvo, saj je njegov oče kmalu zapustil državo, njegova mama pa je umrla. Po končani osnovni šoli se je Lelečenko vpisal na letalsko šolo v Harkovu, kjer je študiral kot letalski navigator. V letih 1961-1966 je študiral na Fakulteti za elektrotehniko Kijevskega politehničnega inštituta.
Po končanem študiju in opravljeni diplomi je Lelečenko delal v Slovanski državni daljinski elektrarni (GRES), nato v mestu Energodar v Zaporožje GRES v trgovini s toplotno avtomatizacijo in meritvami. 

### Černobil
Leta 1975 se je Lelečenko preselil v mesto Pripjat in se zaposlil v jedrski elektrarni Černobil, ki je bila takrat še v fazi gradnje. V elektrarni je delal kot inženir v delavnici elektrike, leta 1979 pa je bil imenovan za namestnika vodje oddelka za elektriko v elektrarni. 
26. aprila 1986 ponoči je Lelečenko opravljal svoje naloge in bil prisoten v bližini reaktorja 4, ko je ta ob 1.23 eksplodiral. Po eksploziji je odšel v nadzorno sobo reaktorja 4, kjer je ugotovil, kaj se je zgodilo. Da bi mlajšim sodelavcem prihranil izpostavljenost sevanju, je Lelečenko trikrat šel skozi radioaktivno vodo in ruševine v reaktorju, da je izklopil elektrolizatorje in dovod do vodika do generatorjev, nato pa je poskusil še napajati črpalke napajalne vode. Ob tej nalogi je bil izpostavljen veliki dozi sevanja 2500 rad (25 sieverts)
Lelečenko je bil hospitaliziran v bolnišnici v Pripjatu, kjer je prejel prvo pomoč. Nekaj ur pozneje je zapustil bolnišnico potem, ko se je začel počutiti bolje in odšel nazaj v elektrarno, kjer je še nekaj ur delal pri likvidaciji nesreče, vključno z dovajanjem hladne vode v porušen reaktor 4. Pri tem je prejel smrtno dozo sevanja. Pozno popoldne 26. aprila je bil odpeljan in hospitaliziran v klinični center v Kijevu, kjer se je zdravil na oddelku za dioagnosticirane radioaktivne patologje. Tam je Lelečenko 7. maja 1986 podlegel hudim zapletom zaradi akutnega sevalnega sindroma in umrl v starosti 47 let. Pokopali so ga na pokopališču v vasi Stepne.

## Odlikovanja
Leta 1986 je bil Lelečenko posmrtno odlikovan z redom Lenina, leta 1996 s križem poguma in leta 2006 z redom junaka Ukrajine.